# 金溪镇 (旺苍县)
金溪镇，是中华人民共和国四川省广元市旺苍县曾经下辖的一个镇。2020年5月，撤销大德乡、金溪镇，设立大德镇，以原大德乡和原金溪镇所属行政区域为大德镇的行政区域。

## 行政区划
金溪镇撤销前下辖以下地区：
金溪社区、工农村、中坝村、江长村和黄柏村。